# HR 7722
Désignations
HR 7722, également désignée HD 192310 ou Gliese 785, est une étoile de la constellation du Capricorne. Sa magnitude apparente est de 5,73, ce qui la rend visible à l'œil nu dans un ciel sombre préservé de la pollution lumineuse. Il s'agit d'une des étoiles les plus proches du système solaire ; d'après la mesure de sa parallaxe annuelle par le satellite Gaia, elle est située à 28,7 années-lumière de la Terre.
HR 7722 est une naine orange de type spectral K2+V. Sa taille est d'environ 83 % de celle du Soleil et sa luminosité de 33 %. Cette étoile est suspectée d'être variable.
L'étoile possède deux exoplanètes connues, GJ 785 b et GJ 785 c. Elles ont été découvertes en 2010 et 2011 respectivement, par la méthode des vitesses radiales,.